# Яковлева, Устина
Россия
Устина Сергеевна Яковлева (род. 1987, Москва, Россия) — современная российская художница.

## Биография
В 2009 году окончила Московский педагогический университет (художественно-графический факультет) и Институт проблем современного искусства (Москва). Сотрудничала с ArtRaum, Baibakov Art Project, Воронежским центром современного искусства, ММСИ-ММОМА, ЦДХ.
В 2014 году вошла в шорт-лист в номинации для молодых художников STRABAG, Вена, Австрия. В этом году также попала в рейтинг молодых художников по версии газеты The Art Newspaper Russia, заняв 68 строчку.
Участвовала в параллельной программе Manifesta 10 (Санкт-Петербург).
Участвовала в 2018 году в фестивале «Арт Овраг» (г. Выкса Нижегородской области). Художница провела лекцию и презентовала книгу с вышивками, перфорациями и рисунками, которые посвятила рекам и прудам Выксы. Также в 2018 году представляла свой проект «Усть-Цильма» на Арктическом форуме искусств.
В 2017 году Устина Яковлева приняла участие в благотворительном аукционе Philips в пользу Института проблем современного искусства. На следующий год работы художницы были проданы на благотворительном аукционе Phillips в пользу фонда «Дом с маяком».
В 2019 году заняла пятое место в рейтинге молодых успешных художников по версии аналитического агентства InArt.
На данный момент представлена галереей Artwin. Также находится в составе студии Spasibo.
Живёт и работает в Москве.

## Выставки

### 2019
- с 11 по 26 июня — групповая выставка совместно с Людмилой Барониной и Алиной Глазун в Im Lohnhof 8 (Базель, Швейцария).[12][13]

### 2018
- с 12 мая по 6 июня — персональная выставка «Временное касание» в галерее Anna Nova (Санкт-Петербург, Россия).[14]
- Dreiviertel art space (Берн, Швейцария)
- Centrepoint Artwall (Базель, Швейцария)

### 2016
- Морфологии превращения, «Kabinett», (Берлин, Германия).
- В апреле состоялась совместная выставка «Девы сумрачной хребет…» в галерее «КультПроект» с художником Ильёй Романовым.[15]

### 2012
- «Внутри поверхности», Галерея «Триумф» (Launchpad), Москва.
- Персональная выставка Inversion, Aa Collections (Вена, Австрия).

### 2011
- Персональная выставка «Монохром» в Rodnya Studio (Москва, Россия).

### 2010
- с 11 июня по 27 июня — персональная выставка «Усть-Цильма» в галерее «СТАРТ» на ЦСИ «Винзавод».[16]

## Коллаборации
Устина Яковлева разработала дизайн ковров для коллекции Nature российско-испанско-французской маркой Art Made.